# Katholisches Internationales Zentrum der Zusammenarbeit mit der UNESCO
Das Katholische Internationale Zentrum der Zusammenarbeit mit der UNESCO (en.: International Catholic Centre für Cooperation with UNESCO, Abkürzung: ICCC; fr.: Centre Catholique International de Coopération avec l’UNESCO, Abkürzung: CCIC; it.: Centro Cattolico Internazionale di Cooperazione con l’Unesco, Abkürzung: CCIC) ist eine Vereinigung von Gläubigen in der römisch-katholischen Kirche. Die Nichtregierungsorganisation wurde 1947 in Paris gegründet und will die katholische Präsenz innerhalb der UNESCO gewährleisten. Dem CCIC gehören 291 katholische Organisationen aus 37 Ländern an.

## Geschichte
Als im Jahre 1947 die UNESCO gegründet wurde, gab der Erzbischof von Paris Emmanuel Célestin Kardinal Suhard den Impuls eine katholische Organisation zu gründen, die eng mit der UNESCO zusammenarbeiten sollte. Er wurde dabei vom damaligen Apostolischen Nuntius Erzbischof Angelo Roncalli, dem späteren Papst Johannes XXIII. unterstützt. Somit kam im Jahr 1947 zur Gründung des „Katholischen Internationalen Zentrums der Zusammenarbeit mit der UNESCO“, zum ersten Direktor und Abgesandten der katholischen Kirche wurde Monsignore Jean-Édouard-Lucien Rupp berufen. Am 1. Dezember 1990 erhielt das CCIC vom Päpstlichen Rat für die Laien seine Anerkennung zu einer Internationalen Vereinigung päpstlichen Rechts und wurde in das päpstliche Register aufgenommen.

## Selbstverständnis
Die Aufgaben des Zentrums liegen in der Information, der Dokumentation und der Koordinierung katholischer Themen. Sie möchte damit die Mitglieder der UNESCO sensibilisieren und gewährleisten, dass die kirchliche Lehre beachtet wird. 

## Organisation und Ausweitung
Mitglieder des CCIC sind Internationale katholische Organisationen, Bischofskonferenzen, Diözesen, Ordensgemeinschaften, Katholische Universitäten und Stiftungen, auch Einzelmitgliedschaften von Personen sind möglich. In einer Personalzahl ausgedrückt bedeutet das etwa 6.000 Adressaten. Die Mitgliedschaft unterteilt sich in „Aktive Mitglieder“, „Verbandsmitglieder“ und „Sympathisierende Mitgliedschaft“. Die Aktiven Mitglieder haben ein volles Stimmrecht, die Verbandsmitglieder sind konsultativ (beratend) stimmberechtigt und die „Sympathisierenden Mitglieder“, sind unterstützend tätig. Das höchste Leitungsorgan ist die Generalvollversammlung. Das CCIC wird von einem Direktor und dem Verwaltungsrat geleitet, der Verwaltungsrat besteht aus dem Präsidenten und zwei Vizepräsidenten, einem Sekretär, einem Schatzmeister und dem Kirchlichen Assistenten. Zu den Mitgliedern zählen 291 unterschiedlichste und selbstständige Organisationen aus 37 Ländern davon stellt Afrika 8 Länder, Asien 3 Länder, Europa 10 Länder, der Mittlere Osten 3 Länder, Nordamerika 3 Länder, Ozeanien ein Land und Südamerika 9 Länder. Hauptsitz des Zentrums ist Paris. Das CCIC veröffentlicht die vierteljährliche Zeitschrift „Le Mois à l’Unesco“ in französischer, englischer, spanischer und arabischer Sprache. Weitere Informationsschriften sind „Education Informations and News“ und die „CCIC Information“ in Französisch und Englisch.

## Veröffentlichungen
Aus Anlass des 20sten Jahrestag des Internationalen Jahres der Familie publizierte das CCIC die „Declaration of Civil Society for the 20th Anniversary of the International Year of the Family – 15 May 2014“.